# Kremenskaja
Kremenskaja (in russo Кременская?) è un stanica della Russia europea, situata nell'Oblast' di Volgograd.